# Râul Begu
Râul Begu este un afluent al râului Voiteg. 

## Hărți
- Harta județului Timiș